# Bandar Raya Pulau Pinang
Het Bandar Raya Pulau Pinang  is een multifunctioneel stadion in George Town, Penang in Maleisië. 
Tussen 1945 en 2003 werd dit stadion Stadium Bandaraya genoemd. Het stadion wordt vooral gebruikt voor voetbalwedstrijden, de voetbalclub Penang FA maakt gebruik van dit stadion. Het werd geopend in 1948. In het stadion is plaats voor 20.000 toeschouwers.